# Tranzyt Wenus

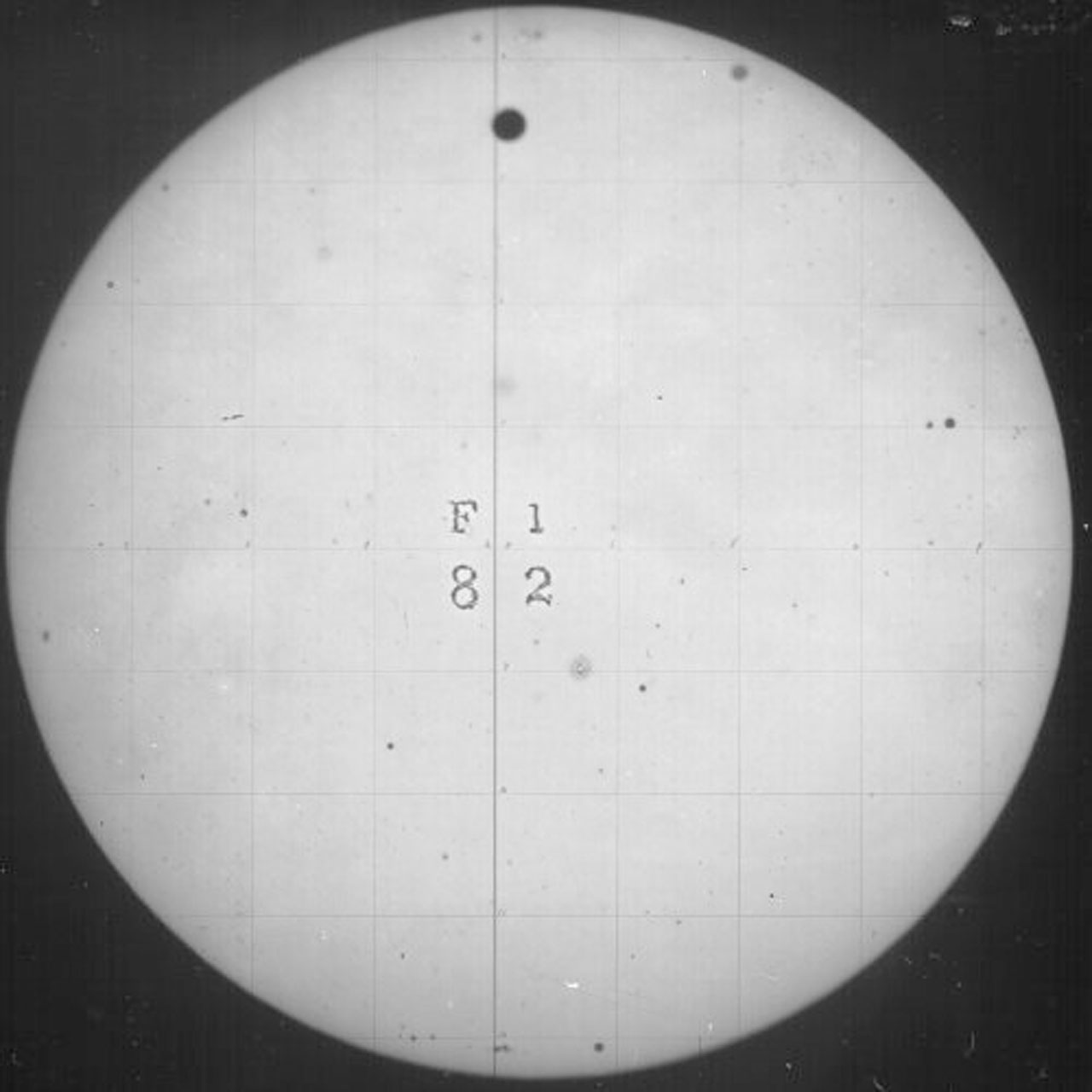
Zdjęcie tarczy Słońca i tranzytującej Wenus, 6 grudnia 1882 roku

Przejście Wenus na tle tarczy Słońca lub tranzyt Wenus – zjawisko astronomiczne polegające na tym, że planeta Wenus znajduje się pomiędzy Ziemią a Słońcem i jest widoczna na tle tarczy słonecznej. Zjawisko jest w swej istocie podobne do zaćmienia Słońca, z tym że ze względu na dużo mniejsze obserwowane z Ziemi rozmiary kątowe planety w porównaniu z rozmiarami Księżyca, zasłonięta jest tylko niewielka część tarczy słonecznej.

## Warunki zajścia zjawiska

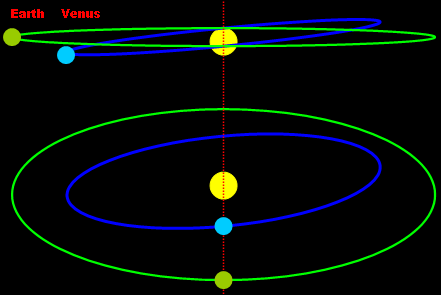
Względne nachylenie orbit Wenus i Ziemi

Aby zaszło zjawisko przejścia, muszą być spełnione jednocześnie dwa warunki:
1. Wenus musi się znajdować w koniunkcji dolnej ze Słońcem, czyli w rzucie na płaszczyznę ekliptyki, musi znajdować się pomiędzy Ziemią a Słońcem.
2. Wenus musi znajdować się w pobliżu węzła swojej orbity, czyli blisko płaszczyzny ekliptyki.

Koniunkcja dolna Wenus ze Słońcem zachodzi średnio co 584 dni (niemal dokładnie 5 razy na 8 lat). Płaszczyzna orbity Wenus jest nachylona do płaszczyzny ekliptyki pod kątem około 3,4°. Efekt perspektywy powoduje jednak, że odległość kątowa planety od Słońca w dolnej koniunkcji może osiągać wartość przekraczającą 9°, czyli kilkanaście razy więcej niż rozmiar kątowy tarczy Słońca (około 0,5°). Dlatego większość koniunkcji zachodzi bez zjawiska przejścia.
243 okresy obiegu Ziemi wokół Słońca (lata syderyczne) w dobrym przybliżeniu (z dokładnością do około pół dnia) równe są 395 obiegom Wenus dookoła Słońca, czyli co 243 lata obie planety znajdują się w mniej więcej tych samych pozycjach na swych orbitach. Jest to więc zarazem podstawowy okres zachodzenia zjawisk przejścia. Obecnie w trakcie takiego okresu następują cztery tranzyty – w odstępach kolejno: 121,5, 8, 105,5, 8 lat. Trzy ostatnie przejścia nastąpiły 6 grudnia 1882, 8 czerwca 2004, 6 czerwca 2012 a następne spodziewane jest 10 grudnia 2117. Wspomniana współmierność okresów obiegu nie jest jednak doskonała, dlatego wzorzec odstępów pomiędzy zjawiskami w ramach 243-letniego cyklu zmienia się. Na przykład przed rokiem 1518 w jednym cyklu występowały trzy przejścia, w odstępach 8, 113,5 i 121,5 roku, po roku 2846 zaś cykl zmieni się na 105,5, 129,5 i 8 lat.
Ziemia przecina linię węzłów orbity Wenus dwukrotnie w ciągu roku: około 7 czerwca i około 9 grudnia. Dlatego wszystkie przejścia występują w okolicach jednej z tych dwóch dat. Zjawiska precesji osi ziemskiej i precesji orbity Wenus powodują, że daty te powoli przesuwają się, w tempie około 9 dni na tysiąclecie.

### Przebieg

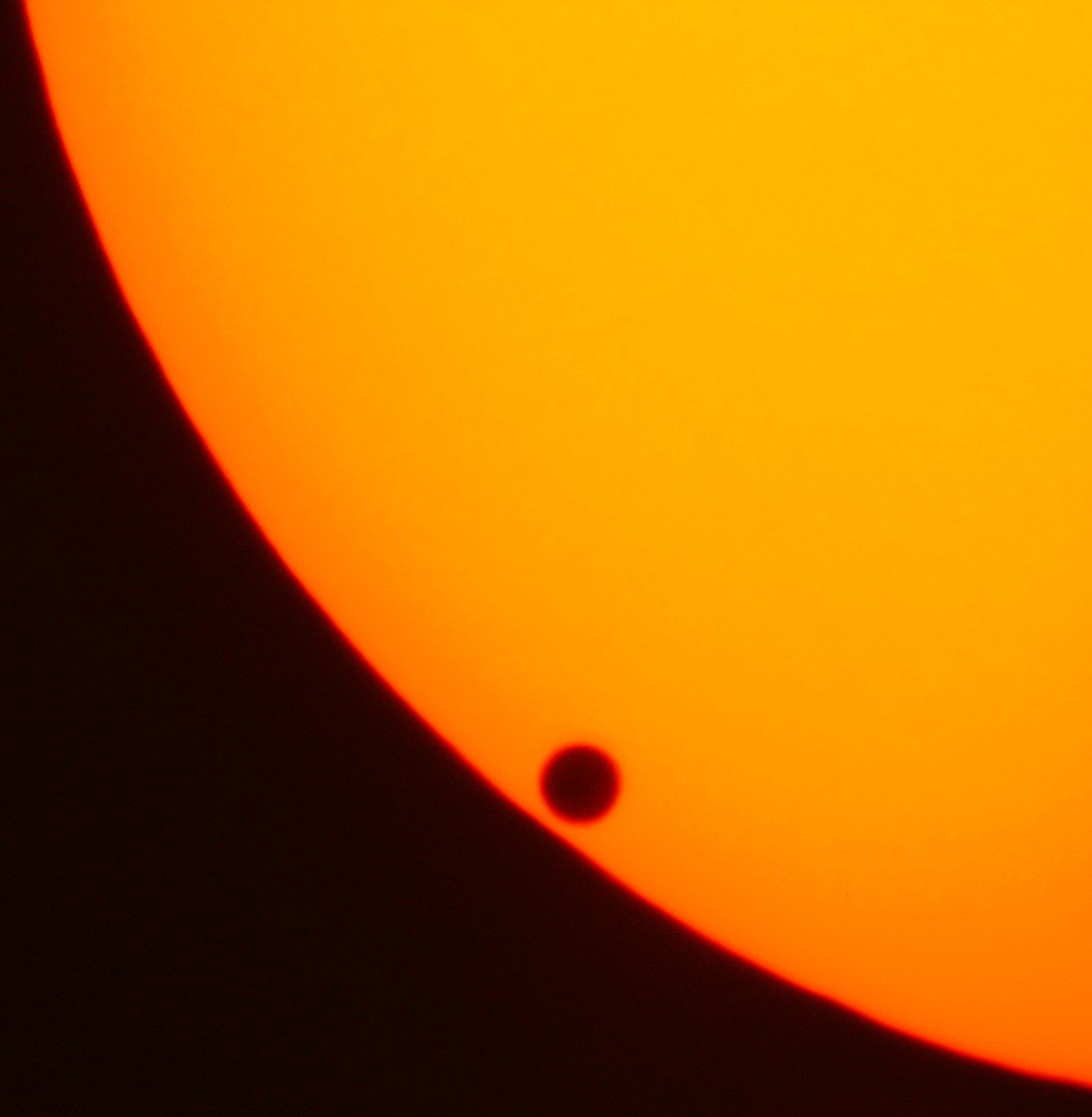
Wenus na tle tarczy Słońca podczas przejścia w 2004 roku, krótko po drugim kontakcie.

Samo przejście trwa zwykle od 5 do 8 godzin (wyjątkiem są krótsze przejścia brzegowe, gdy Wenus „zawadza” jedynie o brzeg tarczy Słońca). Maksymalny rozmiar kątowy tarczy Wenus podczas dolnej koniunkcji wynosi około 66 sekund kątowych. Średnica obserwowanej z Ziemi tarczy Słońca waha się od 31,5 do 32,5 minut kątowych. Tarcza planety jest więc około 30 razy mniejsza od słonecznej i jest widoczna na tle Słońca jako niewielka, okrągła plamka. Obserwacja jest łatwa, wymaga takich samych środków ostrożności jak obserwacje częściowych zaćmień Słońca, tj. silnie przyciemnionego szkła. Alternatywnie zjawisko można obserwować, rzutując obraz z lunety na ekran.
Podobnie jak w wypadku zaćmień, możemy w przebiegu zjawiska wyróżnić fazę częściową, gdy tarcza Wenus przecina brzeg tarczy słonecznej i całkowitą, gdy cała planeta jest widoczna na tle Słońca. Momenty rozpoczęcia i zakończenia faz przejścia nazywamy kontaktami. I tak:
- pierwszy kontakt jest to moment rozpoczęcia zjawiska, gdy tarcza Wenus dotyka brzegu tarczy Słońca,
- drugi kontakt to moment rozpoczęcia fazy całkowitej, gdy tarcze stykają się wewnętrznie,
- trzeci kontakt to moment zakończenia fazy całkowitej,
- czwarty kontakt jest to moment zakończenia zjawiska, gdy tarcze przestają się stykać.

Ze względu na efekt paralaksy dokładny czas kontaktów jest zależny od miejsca na Ziemi, z którego prowadzona jest obserwacja. Fakt ten można wykorzystać do pomiaru odległości Wenus od Ziemi (patrz poniżej).
W przypadku przejść brzegowych możliwy jest zupełny brak fazy całkowitej, jednak ze względu na znaczną dysproporcję rozmiarów tarcz, zdarza się to stosunkowo rzadko. Najbliższy taki przypadek spodziewany jest w roku 2854. Efekt paralaksy powoduje, że to samo zjawisko może być w niektórych obszarach globu widziane jako całkowite, a w innych tylko jako częściowe.

## Znaczenie historyczne
Zjawiska przejść wywołują generalne zainteresowanie ze względu na swoją rzadkość. Jednak niezależnie od tego astronomowie w różnych epokach byli zainteresowani ich obserwacją ze względu na możliwość dowiedzenia się z nich czegoś na temat ruchów planet i budowy Układu Słonecznego.
Fakt, że planety dolne mogą się w swej wędrówce znaleźć na tle tarczy Słońca podczas dolnej koniunkcji, jak również za nią podczas koniunkcji górnej jest dobitnym dowodem na to, że obiegają one Słońce, czyli stanowi argument za kopernikańskim systemem heliocentrycznym. Dla XVII-wiecznej astronomii były one ponadto okazją do precyzyjnego pomiaru położenia planety, a także do sprawdzenia poprawności przewidywań jej ruchu.
Ważnym problemem astronomii obserwacyjnej od czasu upowszechnienia się modelu heliocentrycznego było określenie rozmiarów Układu Słonecznego, czyli odległości planet (w tym i Ziemi) od Słońca. Już w początkach XVII wieku astronomowie potrafili z dobrą dokładnością określić względne odległości planet od Słońca, a także – z pomiaru kątowych średnic tarcz – ich względne rozmiary. Potrzebowali jednak jakiegoś pomiaru jednej bezwzględnej odległości, który pozwoliłby im wyznaczyć te wszystkie odległości i rozmiary w bezwzględnych jednostkach długości. Jedyną dostępną im metodą była metoda paralaksy geocentrycznej. Wymaga ona, by dwaj obserwatorzy w różnych (najlepiej odległych od siebie) punktach na Ziemi zmierzyli jednocześnie kąt, pod jakim widzą planetę na tle odległych gwiazd. Znając różnicę kątów i odległość pomiędzy obserwatorami można metodą analogiczną do triangulacji znaleźć odległość planety. Problemem jest w tym wypadku dostatecznie dokładny pomiar kątów, gdyż z powodu dużych odległości pomiędzy Ziemią a innymi planetami, różnice kątów są bardzo małe, rzędu sekund kątowych.

Zasada wykorzystania przejścia Wenus do pomiaru paralaksy planety

W roku 1663 James Gregory zaproponował, zaś Edmond Halley rozwinął i spopularyzował wykorzystanie zjawiska przejścia Wenus do dużo dokładniejszego wyznaczenia kąta paralaksy. Idea metody Halleya polega na tym, że pomiary kątów zastąpione zostają pomiarami czasu (pomiędzy momentami kontaktu), które w zasadzie mogą być dużo dokładniejsze, niż pomiary kątów. Jeżeli dwaj obserwatorzy z różnych miejsc na Ziemi dokładnie zmierzą czas trwania zjawiska, to z porównania ich pomiarów można wyliczyć paralaksę planety. Halley oszacował, że jeżeli odpowiednio rozmieszczeni obserwatorzy będą w stanie osiągnąć dokładność jednej sekundy przy pomiarach czasu, to możliwe będzie wyznaczenie odległości Ziemi od Słońca z dokładnością jednej części na 500 (0,2%). W wieku XVIII i XIX pomiary prowadzone tą metodą należały do najdokładniejszych metod wyznaczania rozmiarów Układu Słonecznego.
Metoda Halleya wymaga, by każdy z obserwatorów zmierzył czas zjawiska od drugiego do trzeciego kontaktu. Oznacza to, że każdy z obserwatorów musi znajdować się w takim punkcie, z którego może obserwować całe przejście. Aby można było wykorzystać także pomiary wykonane przez obserwatorów widzących tylko część tranzytu, francuski astronom Joseph-Nicolas Delisle opracował metodę alternatywną, pozwalającą obliczyć paralaksę na podstawie pomiarów czasu tylko jednego kontaktu (drugiego lub trzeciego) przez dwóch obserwatorów. Metoda Delislego była mniej dokładna i wymagała dokładnej znajomości długości geograficznej miejsc obserwacji, a także by zegary obydwu obserwatorów były dobrze zsynchronizowane, co w XVIII wieku było trudnym zadaniem. Pozwalała jednak na wykorzystanie obserwacji, które z punktu widzenia metody Halleya byłyby bezużyteczne.

## Historia obserwacji

### Starożytność i średniowiecze
Wenus jest trzecim, po Słońcu i Księżycu, najjaśniejszym obiektem regularnie widocznym na niebie. Dlatego każda praktycznie z prowadzących obserwacje astronomiczne starożytnych cywilizacji: babilońska, egipska, grecka czy chińska obserwowały i notowały ruchy planety. Nie ma jednak żadnych dowodów, by któraś z nich zaobserwowała kiedykolwiek zjawisko tranzytu. Rzadkość zjawiska powoduje bowiem, że przypadkowa obserwacja jest praktycznie wykluczona, zaś przewidzieć je można tylko wiedząc, że Wenus krąży wokół Słońca i znając jej orbitę dokładniej, niż było to osiągalne dla starożytnych astronomów.
Wenus odgrywała ważną rolę w kulturze Majów na kontynencie amerykańskim. Kodeks drezdeński, jeden z nielicznych zachowanych zabytków piśmienniczych tej cywilizacji, zawiera m.in. tablice pozwalające z dużą precyzją przewidywać widoczność planety na niebie na kilkaset lat naprzód. Jednak także i w tym wypadku brak jest jednoznacznych dowodów, by Majowie kiedykolwiek obserwowali przejście, lub chociażby tylko zdawali sobie sprawę z możliwości zajścia takiego zjawiska.

### XVII wiek
W roku 1627 Jan Kepler wydał „Tablice rudolfińskie” (Tabulae Rudolfinae), tablice ruchów planet i reguły obliczania ich położeń na niebie, przewyższające dokładnością kilkadziesiąt razy wcześniej używane. Na podstawie tych tablic Kepler, wraz ze swym zięciem Jacobem Bartschem przepowiedzieli zjawiska przejścia Merkurego przed tarczą Słońca 7 listopada 1631 i przejścia Wenus 6 grudnia 1631.
Próby obserwacji tych zjawisk podjął francuski astronom, Pierre Gassendi. Jego obserwacja przepowiedzianego przez Keplera przejścia Merkurego stała się spektakularnym potwierdzeniem dokładności tablic rudolfińskich i, pośrednio, modelu heliocentrycznego i praw Keplera, na których były one oparte. Gassendi nie zobaczył jednak przejścia Wenus, zjawisko zaszło bowiem wczesnym rankiem 7 grudnia i nie było w ogóle widoczne w Zachodniej Europie.

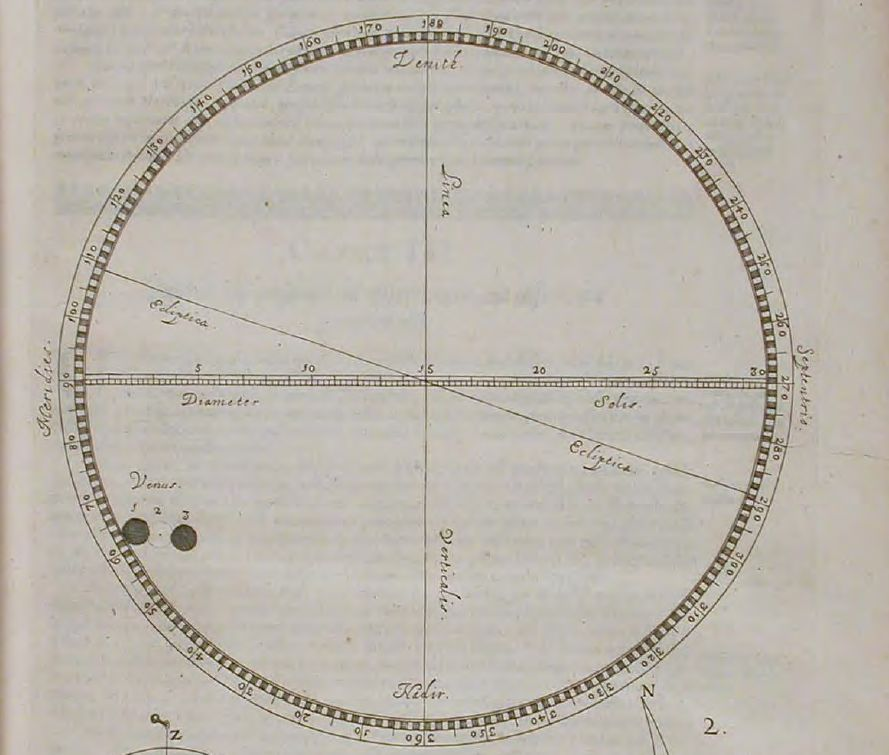
Tarcza Słońca z naniesionymi obserwacjami Wenus (tranzyt z 1639 r.), rysunek z pracy Horrocksa Venus in sole visa

Pierwsza historycznie udokumentowana obserwacja przejścia Wenus miała miejsce 4 grudnia 1639 roku. Zjawisko przewidział, zaledwie kilka tygodni wcześniej, młody angielski astronom amator, Jeremiah Horrocks. Wynikami swych obliczeń podzielił się ze swym przyjacielem i, podobnie jak on, amatorem astronomii Williamem Crabtree. Krótko przed zachodem Słońca tego dnia, obaj mieli sposobność zaobserwować początek przejścia. Horrocks prowadził obserwacje ze swego domu w Much Hoole nieopodal Preston, Crabtree z Broughton w pobliżu Manchesteru. O ile wiadomo, byli jedynymi ludźmi, którzy je widzieli. Jan Heweliusz w swym komentarzu do książki Horrocksa stawia hipotezę, że przyczyną przeoczenia zjawiska przez pozostałych europejskich astronomów był autorytet Keplera, który w swym De raris... przepowiedział kolejne przejście na rok 1761. Większość współczesnych nie próbowała więc poszukiwać tego zjawiska wcześniej. Wiele źródeł twierdzi, że Kepler nie przewidział przejścia 1639 z powodu niedokładności Tablic rudolfińskich. Jednak obliczenia przeprowadzone na ich podstawie, także przez samego Horrocksa pokazują, że dane z Tablic rudolfińskich pozwalają przewidzieć przejście, aczkolwiek wyliczony z nich czas zjawiska jest błędny (o około 10 godzin zbyt wczesny). Prawdopodobnie Kepler nie policzył po prostu dokładnie efemerydy Wenus na rok 1639 i dlatego nie zauważył drugiego przejścia.
Cennym wynikiem powyższych obserwacji był pomiar średnicy kątowej tarczy Wenus. Uzyskany wynik (nieco ponad 1 minuta kątowa) był znacznie niższy, niż powszechnie wówczas przyjmowana wartość kilku minut.
Horrocks oszacował na podstawie tych obserwacji paralaksę Słońca na 14′′, co dawało odległość Ziemi od Słońca (jednostkę astronomiczną) bliską 15 000 promieni Ziemi, czyli około 63% obecnie przyjmowanej wartości. Może się to wydawać bardzo słabą dokładnością, był to jednak jeden z najlepszych pomiarów w owych czasach, większość astronomów przyjmowała znacznie wyższe paralaksy (czyli mniejsze odległości). Z drugiej strony w swoich szacunkach Horrocks posługiwał się nieuzasadnioną hipotezą o względnych rozmiarach Wenus i Ziemi, nie należy więc też przeceniać jego wyniku.
Swoje obserwacje i wnioski Horrocks opisał w dziele zatytułowanym Venus in sole visa. Jego nagła śmierć na początku roku 1641 uniemożliwiła mu wydanie go drukiem. Wiadomo, że wykonane zostało kilka odręcznych kopii manuskryptu. Niektóre z nich dotarły na kontynent. Jedna z nich trafiła w ręce Jana Heweliusza (prawdopodobnie za pośrednictwem Christiana Huygensa) i to Heweliusz pierwszy opublikował go drukiem, jako dodatek do swojej własnej relacji z obserwacji przejścia Merkurego w 1661. Dopiero wtedy obserwacje angielskich astronomów i ich wyniki stały się szeroko znane.

### XVIII wiek
Kolejne dwa przejścia Wenus przypadały 6 czerwca 1761 i 3 czerwca 1769 roku. Postęp astronomii sprawił, że tym razem oba zjawiska mogły być bardzo dokładnie przewidziane. Wiadomo było, że warunki obserwacji z Europy nie będą dogodne: w roku 1761 zjawisko w całości mogło być obserwowane z Azji, w większej części Europy nie był widoczny jego początek. Tranzyt z 1769 był najlepiej widoczny na Pacyfiku, we wschodniej Azji i zachodniej części Ameryki Północnej. Z Europy zjawisko można było obserwować tylko z Wysp Brytyjskich i Hiszpanii i części Francji (gdzie widoczny był sam początek, tuż przed zachodem Słońca) i z okolic podbiegunowych, gdzie Słońce nie zachodziło.
Priorytetem dla astronomów było wykorzystanie obydwu przejść do jak najdokładniejszego pomiaru paralaksy Słońca, metodą Halleya i metodą Delislego. W tym celu zorganizowano szereg ekspedycji, by uzyskać pomiary z wielu, możliwie odległych od siebie punktów globu. Był to jeden z pierwszych przypadków przedsięwzięcia naukowego prowadzonego we współpracy międzynarodowej.
Obserwacjom w roku 1761 nie sprzyjała sytuacja polityczna. Trwała wojna siedmioletnia, prowadzona tak w Europie, jak i w wielu zamorskich koloniach, z których planowano obserwacje. Nie wszystkie ekspedycje dotarły z tego powodu do celu. Francja wysłała astronomów na wyspę Rodrigues, do Tobolska na Syberii i do Indii. Ta ostatnia wyprawa nie osiągnęła celu. Brytyjczycy wysłali ekspedycje na Wyspę Świętej Heleny i na Sumatrę, ta ostatnia dotarła jednak tylko do Kapsztadu. Pracujący w Harvard College brytyjski profesor John Winthrop wyprawił się na Nową Fundlandię. Obserwatorzy byli też w Rosji, Chinach i Indonezji. W Polsce zjawisko obserwował ks. Stefan Łuskina z tarasu Biblioteki Załuskich w Warszawie.
W rezultacie uczeni uzyskali 120 pomiarów z ponad 60 różnych lokalizacji. Ich opracowanie przyniosło jednak niejednoznaczne wyniki: w zależności od tego, które pary obserwacji ze sobą porównywano, obliczona paralaksa Słońca wahała się pomiędzy 8,28 a 10,60 sekund łuku (przyjmowana obecnie poprawna wartość to 8,794143 sekund). Tak duża niedokładność, znacznie przekraczająca oczekiwaną przez Halleya, przypisywana jest słabej znajomości współrzędnych geograficznych wielu miejsc obserwacji, niedokładności pomiaru czasu oraz zjawisku optycznemu zwanemu efektem czarnej kropli (black drop effect). Efekt ten, odkryty i opisany przy okazji tych pomiarów, utrudnia dokładne wyznaczenie momentów drugiego i trzeciego kontaktu, powodując błędy pomiaru czasu sięgające nawet minuty.
Obserwacje tego przejścia przyniosły dodatkowe odkrycie: Michaił Łomonosow, który obserwował zjawisko w Petersburgu, pierwszy zauważył i opisał zjawisko aureoli – pojaśnienie brzegu tarczy Wenus nie będącego jeszcze w kontakcie ze Słońcem. Łomonosow poprawnie zinterpretował tę obserwację jako efekt refrakcji światła słonecznego w atmosferze planety. W ten sposób odkryta została atmosfera Wenus.
Doświadczenia zebrane przy obserwacjach przejścia w roku 1761 zostały wykorzystane do lepszego przygotowania obserwacji kolejnego przejścia, w roku 1769. Podobnie jak 8 lat wcześniej zorganizowano szereg ekspedycji w odległe regiony globu, by uzyskać jak najwięcej pomiarów z możliwie odległych od siebie miejsc. Bodaj najsłynniejszą i najlepiej opisaną z tych ekspedycji stała się brytyjska wyprawa na Tahiti, była to bowiem zarazem pierwsza z wypraw słynnego potem odkrywcy, porucznika Jamesa Cooka. Cook i pełniący rolę astronoma wyprawy Charles Green założyli na Tahiti i sąsiednich wyspach aż trzy prowizoryczne obserwatoria i wykonali pomiary czasów kontaktów. Green zmarł w drodze powrotnej, Cook przesłał jednak jego notatki z wynikami pomiarów do Royal Society.
Inne słynne ekspedycje wyruszyły na Haiti (Alexandre Guy Pingré), do Baja California (Jean-Baptiste Chappe d'Auteroche – także i on zmarł przed powrotem do kraju, a wyniki jego obserwacji zostały dostarczone do Paryża przez współpracowników), nad Zatokę Hudsona (William Wales i Joseph Dymond i na daleką północ Norwegii (ks. Maksymilian Hell). Liczni obserwatorzy dokonali pomiarów z terytorium Ameryki Północnej. W Batawii (obecnie Dżakarta) Johan Mohr obserwował zjawisko w wybudowanym przez siebie obserwatorium. Wielu astronomów na zachodzie Europy zmierzyło czasy pierwszych dwóch kontaktów.
Łącznie astronomowie otrzymali wyniki pomiarów z 63 różnych lokalizacji. Wyznaczana z nich paralaksa Słońca leżała pomiędzy 8,43 a 8,80 sekundy łuku. W roku 1771 Jérôme Lalande dokonał starannej analizy danych z obydwu przejść, otrzymując w wyniku przedział od 8,55 do 8,63 sekundy, co odpowiada odległości Słońce-Ziemia równej 153±1 mln km. Dokładność pozostawała więc wciąż znacznie poniżej oczekiwanej przez Halleya, ale był to przez wiele lat najlepszy dostępny pomiar jednostki astronomicznej.
Jako największy pechowiec wśród obserwatorów zjawiska do historii przeszedł francuski astronom Guillaume Le Gentil. Wyruszył on w roku 1760 z Paryża, by obserwować tranzyt z francuskiej kolonii Pondicherry w Indiach. Opóźnienia statków spowodowane wojną i fakt zajęcia kolonii przez Anglików sprawiły, że nie dotarł do celu i dzień 6 czerwca spędził na morzu. Nie wykonał obserwacji, gdyż na kołyszącym się pokładzie nie mógł rozstawić przyrządów. Postanowił więc poczekać na miejscu 8 lat na następne przejście, zajmując się w międzyczasie innymi obserwacjami i badaniami wysp Oceanu Indyjskiego. Jednak i w roku 1769 przejścia nie zobaczył, gdyż akurat tego dnia niebo było zasłonięte chmurami. Do Paryża wrócił ostatecznie w roku 1771, w 11 i pół roku od wyjazdu, by dowiedzieć się, że został w międzyczasie oficjalnie uznany za zmarłego, odeszła od niego żona, a krewni rozdzielili między siebie jego majątek. Le Gentil wydał po powrocie książkę, w której opisał swoje przeżycia i obserwacje. Jego losy stały się inspiracją dla sztuki teatralnej Transit of Venus napisanej przez kanadyjską autorkę Maureen Hunter.

### XXI wiek

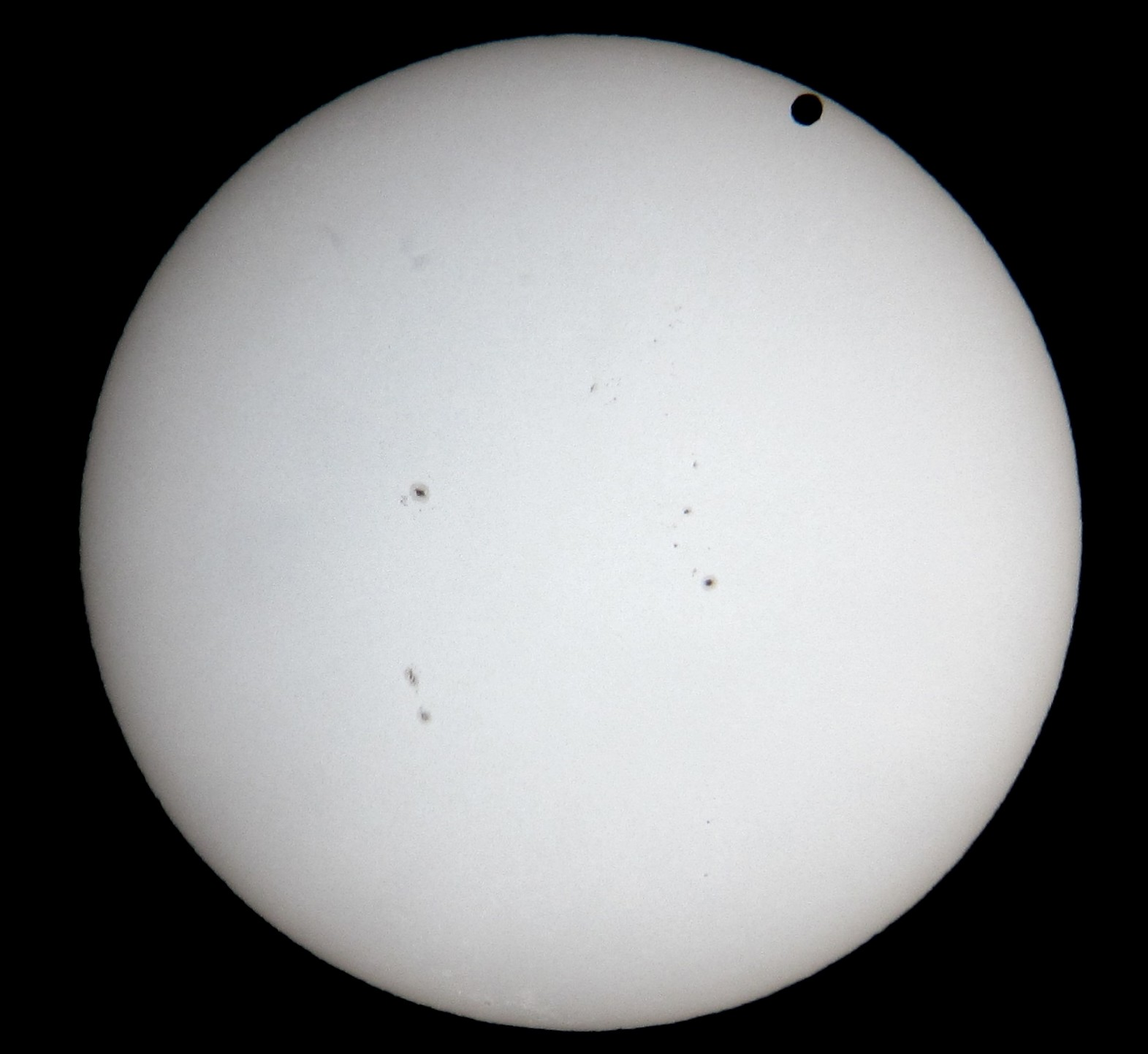
Przejście Wenus na tle tarczy Słońca z 6 czerwca 2012 r. obserwowane z Wichita Falls, USA

W XXI wieku dwa razy można było obserwować przejście Wenus na tle tarczy Słońca. Po raz pierwszy obserwacji dokonano również za pomocą instrumentów umieszczonych na orbicie okołoziemskiej. Badania pogłębiły nasz stan wiedzy na temat struktury atmosfery Wenus oraz pozwoliły na przetestowanie szczegółów metod odkrywania i badania planet pozasłonecznych na podstawie obserwacji podobnych zjawisk w innych układach planetarnych.
- 8 czerwca 2004
- 6 czerwca 2012

## Przyszłe przejścia
Wszystkie momenty zjawisk podane są w czasie uniwersalnym. Data odnosi się do czasu największego zbliżenia, czyli na przykład przejście 11 grudnia 2117 rozpoczyna się faktycznie 10 grudnia o 23:58 UTC Rubryka „odległość” podaje odległość kątową (w sekundach) pomiędzy środkiem tarczy Słońca a środkiem tarczy Wenus w momencie największego zbliżenia. Wszystkie parametry liczone są geocentrycznie, tzn. dla hipotetycznego obserwatora położonego w środku Ziemi. Rzeczywiste czasy i odległości zależą od położenia obserwatora na powierzchni Ziemi. Widoczność całkowita oznacza, że z danego obszaru widoczne jest całe zjawisko, od początku do końca, częściowa że niektóre fazy nie są widoczne. Informacje o widoczności należy traktować orientacyjnie. Tabela opracowana na podstawie danych NASA i HM Nautical Almanac Office.
| data            | czas (UTC) | czas (UTC) | czas (UTC) | odległość ′′ | Widoczność                                                                                | Widoczność                                                               |
| data            | pocz.      | max.       | koniec     | odległość ′′ | całkowita                                                                                 | częściowa                                                                |
| --------------- | ---------- | ---------- | ---------- | ------------ | ----------------------------------------------------------------------------------------- | ------------------------------------------------------------------------ |
| 11 grudnia 2117 | 23:58      | 02:48      | 05:38      | 723,6        | Australia i Oceania, południowo-wschodnia Azja, Antarktyda                                | Azja, Afryka południowa i wschodnia.                                     |
| 8 grudnia 2125  | 13:15      | 16:01      | 18:48      | 736,4        | Ameryka Południowa, Środkowa i część Północnej, Antarktyda                                | Afryka, Europa, wyspy Pacyfiku                                           |
| 11 czerwca 2247 | 08:42      | 11:33      | 14:25      | 691,3        | Europa, Afryka, zachodnia część Azji                                                      | Ameryka Północna i Południowa, reszta Azji, Ocean Indyjski               |
| 9 czerwca 2255  | 01:08      | 04:38      | 08:08      | 491,9        | Azja, Australia                                                                           | Europa, Afryka, wyspy Pacyfiku, część Ameryki Północnej                  |
| 13 grudnia 2360 | 22:32      | 01:44      | 04:56      | 625,7        | Australia i Oceania, Indonezja, Antarktyda                                                | Azja, Afryka wschodnia i południowa, zachodnie wybrzeża Ameryki          |
| 10 grudnia 2368 | 12:29      | 14:45      | 17:01      | 836,4        | Atlantyk, Ameryka Południowa i wschodnie wybrzeże Północnej, zachodnia Afryka, Antarktyda | Europa, reszta Afryki, Ameryka Północna                                  |
| 12 czerwca 2490 | 11:39      | 14:17      | 16:55      | 741,1        | Europa, zachodnia Afryka, Ameryka Północna i Południowa                                   | reszta Afryki, Azja zachodnia i centralna, Hawaje                        |
| 10 czerwca 2498 | 03:48      | 07:25      | 11:02      | 442,7        | Azja, Europa, wschodnia Afryka, Ocean Indyjski                                            | reszta Afryki, Atlantyk i wschodnie wybrzeża Ameryki, Australia, Pacyfik |